# Liste der Mitglieder des Sächsischen Landtags
Die Liste der Mitglieder des Sächsischen Landtags enthält die Listen der Mitglieder aller sächsischen Landtage seit 1833.

## 1833 bis 1918
- Liste der Mitglieder des Sächsischen Landtags 1833/34
- Liste der Mitglieder des Sächsischen Landtags 1836/37
- Liste der Mitglieder des Sächsischen Landtags 1839/40
- Liste der Mitglieder des Sächsischen Landtags 1842/43
- Liste der Mitglieder des Sächsischen Landtags 1845/46
- Liste der Mitglieder des Sächsischen Landtags 1847
- Liste der Mitglieder des Sächsischen Landtags 1849
- Liste der Mitglieder des Sächsischen Landtags 1849/50
- Liste der Mitglieder des Sächsischen Landtags 1851/52
- Liste der Mitglieder des Sächsischen Landtags 1854/55
- Liste der Mitglieder des Sächsischen Landtags 1859
- Liste der Mitglieder des Sächsischen Landtags 1860/61
- Liste der Mitglieder des Sächsischen Landtags 1862
- Liste der Mitglieder des Sächsischen Landtags 1863/64
- Liste der Mitglieder des Sächsischen Landtags 1866
- Liste der Mitglieder des Sächsischen Landtags 1866/68
- Liste der Mitglieder des Sächsischen Landtags 1869/70
- Liste der Mitglieder des Sächsischen Landtags 1871/73
- Liste der Mitglieder des Sächsischen Landtags 1873/74
- Liste der Mitglieder des Sächsischen Landtags 1875/76
- Liste der Mitglieder des Sächsischen Landtags 1877/78
- Liste der Mitglieder des Sächsischen Landtags 1879/80
- Liste der Mitglieder des Sächsischen Landtags 1881/82
- Liste der Mitglieder des Sächsischen Landtags 1883/84
- Liste der Mitglieder des Sächsischen Landtags 1885/86
- Liste der Mitglieder des Sächsischen Landtags 1887
- Liste der Mitglieder des Sächsischen Landtags 1887/88
- Liste der Mitglieder des Sächsischen Landtags 1889/90
- Liste der Mitglieder des Sächsischen Landtags 1891/92
- Liste der Mitglieder des Sächsischen Landtags 1893/94
- Liste der Mitglieder des Sächsischen Landtags 1895/96
- Liste der Mitglieder des Sächsischen Landtags 1897/98
- Liste der Mitglieder des Sächsischen Landtags 1899/1900
- Liste der Mitglieder des Sächsischen Landtags 1901/02
- Liste der Mitglieder des Sächsischen Landtags 1903/04
- Liste der Mitglieder des Sächsischen Landtags 1905/06
- Liste der Mitglieder des Sächsischen Landtags 1907/09
- Liste der Mitglieder des Sächsischen Landtags 1909/10
- Liste der Mitglieder des Sächsischen Landtags 1911/12
- Liste der Mitglieder des Sächsischen Landtags 1913/14
- Liste der Mitglieder des Sächsischen Landtags 1914
- Liste der Mitglieder des Sächsischen Landtags 1915
- Liste der Mitglieder des Sächsischen Landtags 1915/17
- Liste der Mitglieder des Sächsischen Landtags 1917/18

## 1919 bis 1933
- Liste der Mitglieder der Sächsischen Volkskammer (1919/20)
- Liste der Mitglieder des Sächsischen Landtags in der Weimarer Republik (1. Wahlperiode)
- Liste der Mitglieder des Sächsischen Landtags in der Weimarer Republik (2. Wahlperiode)
- Liste der Mitglieder des Sächsischen Landtags in der Weimarer Republik (3. Wahlperiode)
- Liste der Mitglieder des Sächsischen Landtags in der Weimarer Republik (4. Wahlperiode)
- Liste der Mitglieder des Sächsischen Landtags in der Weimarer Republik (5. Wahlperiode)
- Liste der Mitglieder des Sächsischen Landtags in der Weimarer Republik (6. Wahlperiode)

## 1946 bis 1952
- Liste der Mitglieder des Sächsischen Landtags (1946–1952, 1. Wahlperiode)
- Liste der Mitglieder des Sächsischen Landtags (1946–1952, 2. Wahlperiode)

## Seit 1990
- Liste der Mitglieder des Sächsischen Landtags (1. Wahlperiode)
- Liste der Mitglieder des Sächsischen Landtags (2. Wahlperiode)
- Liste der Mitglieder des Sächsischen Landtags (3. Wahlperiode)
- Liste der Mitglieder des Sächsischen Landtags (4. Wahlperiode)
- Liste der Mitglieder des Sächsischen Landtags (5. Wahlperiode)
- Liste der Mitglieder des Sächsischen Landtags (6. Wahlperiode)
- Liste der Mitglieder des Sächsischen Landtags (7. Wahlperiode)
- Liste der Mitglieder des Sächsischen Landtags (8. Wahlperiode)